# Life, Death, and Other Morbid Tales
Life, Death, and Other Morbid Tales è il secondo album in studio del gruppo musicale svedese Memento Mori, pubblicato nel 1994.

## Tracce
1. To Travel Within – 5:19
2. The Passage... – 2:26
3. A Passenger on Psycho's Path – 8:54
4. I Am – 5:08
5. Misery Song – 4:43
6. Just Another Morbid Tune – 4:33
7. My Secret Garden – 5:49
8. Crown of Thorns – 1:08
9. Heathendom – 14:56

## Formazione
- Messiah Marcolin - voce
- Mike Wead - chitarra
- Mikkey Argento - chitarra
- Marty Marteen - basso
- Snowy Shaw - batteria
- Miguel Robaina - tastiere